# NTSC-C

Os sistemas de codificação de televisão por nação. Países que usam o sistema NTSC são mostrados em verde.

NTSC-C é uma trava de região criada em 2003 pela Sony Computer Entertainment para distribuição de jogos do PlayStation 2 no mercado chinês.

## Mercado chinês continental
O modelo original do sistema, então nomeado PlayStation 2, foi lançado durante os anos de 2000, 2001 e 2002 no Japão, América do Norte, Europa, Oceania e Sudeste Asiático, mas não foi introduzido na China continental devido preocupações com a forte pirataria no local. Em Novembro de 2003, O presidente da Sony na China Chairman Hiroshi Soda descreveu assim a situação:
A Sony inicialmente encontrava-se relutante em lançar o console PlayStation 2 no mercado Chinês devido aos problemas com pirataria. Mas mudamos de ideia ao perceber que o problema da pirataria não poderia ser complemente controlado, não apenas na China mas também em muitos outros países e regiões do mundo. Temos que ser corajosos e enfrentar a realidade.
Em Novembro de 2003 a Sony Chinesa anunciou o lançamento do PlayStation 2 (SCPH-50009 "Prateado") no mercado chinês para o Natal daquele ano com data oficial de lançamento para 20 de Dezembro de 2003. As vendas situariam inicialmente as cinco maiores cidades do país. Pequím, Shanghai, Guangzhou, Shenzhen e Chengdu, posteriormente expandindo para das demais cidades do país. Porém, as vésperas do Natal, argumentando que o "cenário era desfavorável", o lançamento foi atrasado até o ano seguinte, com o lançamento do novo modelo "Slim" e suas vendas foram limitadas apenas as cidades de Shanghai e Guangzhou. Nesse meio tempo, Kenichi Fukunaga, porta-voz da Sony em Tokyo no Japão, declarou que "as coisas não estavam prontas a tempo para o lançamento chinês."
O área de bloqueio de região "NTSC/C" para a China continental foi criada em acordo com o já existente sistema bloqueio de região de DVD "zona 6" que não é compatível com os países limítrofes (Japão é região 2; Coreia do Sul, Hong Kong e Taiwan são região 3, etc.).
A preimeira leva de jogos NTSC/C foi lançada em Dezembro de 2005. Junto a Sony Computer Entertainment Japan, desenvolvedores "third-party" incluíram ramificações locais da Bandai e Nanco junto a outras. O modelo do PlayStation 2 NTSC-C é o SCPH-70006 CB ("Preto"). [carece de fontes?]

## Mercado
"C" é utilizado para China. Porém, Hong Kong, Macau e Taiwan considerado partes do mercado japonês (NTSC-J).
O termo NTSC-C é utilizado para distinguir regiões para consoles de video games, que utilizam televisores no padrão NTSC ou PAL. NTSC-C é utilizado para nomear a região comercial da China continental, apesar do país utilizar o PAL como sistema de oficial no país ao invés do NTSC.
Os jogos designados como parte desta região não funcional em consoles designados como parte do mercado NTSC-J (que inclui a versão em chinês tradicional 中文 版 de Hong Kong, Taiwan, Singapura e Malásia, em vez de chinês simplificado para a China), NTSC-US e PAL (ou PAL-E, "E" significa Europa) principalmente devido às diferenças regionais de PAL (SECAM também foi usado no início de 1990) e padrões de TV NTSC, mas também a preocupação com a proteção de direitos autorais por meio de bloqueio regional integrado nos próprios sistemas de videogame e jogos, já que o mesmo produto pode ser lançado por diferentes produtores em diferentes continentes.